# Liste des préfets coloniaux de la Martinique

## Histoire
La Martinique redevient française le 25 mars 1802 dans le cadre de la Paix d'Amiens. La nouvelle administration de la colonie est en partie calquée sur celle en place durant la monarchie et qui consistait en un gouverneur, un intendant, un conseil supérieur et une amirauté. Ainsi, selon l'arrêté des consuls du 6 prairial an X, les îles de la Martinique, de Sainte-Lucie et de Tabago sont régies par trois magistrats : un Capitaine général, un préfet colonial, et un Grand juge.
La fonction préfectorale, créée deux ans plus tôt en métropole, s'installe donc également au sein de l'administration coloniale pour gérer les affaires civiles.
L'occupation de la Martinique par les Britanniques en 1809 met fin à la fonction de préfet colonial qui est remplacée, lors du retour de l'île à la France le 30 mai 1814 par celle d'intendant de la Martinique.

## Fonctions
Le préfet colonial a sous sa direction l'administration des finances, la comptabilité générale et la destination des officiers d'administration dans les colonies de la Martinique et Sainte-Lucie.
Le préfet colonial est chargé exclusivement à la Martinique de l'administration civile et de la haute police de la colonie, ce qui comprend la levée des contributions, les recettes, les dépenses, la comptabilité, les douanes, la solde et l'entretien des troupes les appointements des divers entretenus, les magasins, les approvisionnements, les consommations, les baux et fermages, les ventes et achats, les hôpitaux, les bagnes, les salaires d'ouvriers, les travaux publics, les bacs et passages, les domaines nationaux, les affaires concernant les émigrés, la distribution d'eau, l'inscription maritime, la police de la navigation, l'agriculture et le commerce, les recensements, la répression du commerce interlope, la répartition des prises, les invalides de la marine, le régime des noirs, l'instruction publique, le culte, l'usage de la presse et généralement tout ce qui était autrefois attribué aux intendants ou ordonnateurs, soit en particulier, soit en commun avec le gouverneur général.
Les comptables et tous les employés civils d'administration sont sous les ordres du préfet colonial à la Martinique. Les officiers d'administration exercent sous son autorité les fonctions de sous-préfet et de commissaire des guerres dans les arrondissements de la colonie qui leur sont par lui assignés.
Quant à la répartition des contributions qui sont établies par le Gouvernement, le préfet ne peut y procéder qu'après avoir appelé trois principaux habitants et trois principaux négociants de l'île, lesquels n'ont néanmoins que voix consultative. Il est dressé procès-verbal de leur avis motivé pour être envoyé au ministre.
Le préfet colonial, les sous-préfets et chefs d'administration requièrent la gendarmerie pour l'exécution de leurs mandements, même plus ample main forte laquelle ne peut leur être refusée.
Le préfet colonial a seul le droit de faire des règlements provisoires dans les matières de son attribution tant à la Martinique qu'à Sainte-Lucie, après en avoir néanmoins délibéré avec le Capitaine général qui peut en suspendre la publication jusqu'à ce qu'il y ait été statué par le Gouvernement. Les dits règlements, lorsque la publication en est autorisée par le Capitaine général, sont enregistrés au contrôle de la marine et adressés s'il y a lieu par ledit préfet au Grand juge avec invitation de les faire enregistrer au greffe des tribunaux, ce qui est exécuté sans aucun retard ni empêchement.
Le préfet colonial ne peut sous aucun prétexte entreprendre sur les fonctions de l'ordre judiciaire, comme le Grand juge et les tribunaux ne peuvent entreprendre sur les siennes.
En cas de mort ou d'absence hors des deux îles, le préfet colonial est provisoirement remplacé par l'officier d'administration desdites îles le plus ancien en grade supérieur.

## Résidence
La résidence du préfet colonial de la Martinique et Sainte-Lucie est l'Hôtel du gouvernement à Saint-Pierre.

## Liste des préfets coloniaux de la Martinique
| Début          | Fin             | Nom |
| -------------- | --------------- | --- |
| 7 juillet 1802 | 21 avril 1804   | Louis Charles-Henri Bertin Arrive à la Martinique le 18 messidor an X (7 juillet 1802). |
| 21 avril 1804  | 24 février 1809 | Pierre-Clément de Laussat (23 novembre 1756-10 avril 1835) Préfet colonial de la Louisiane du 20 août 1802 au 20 décembre 1803, il quitte la Louisiane en avril 1804 pour prendre le poste de préfet colonial de la Martinique. Il tombe aux mains des Anglais en 1809 lorsque ceux-ci s'emparent de l'île et est envoyé comme prisonnier en Angleterre ; il est libéré à la fin de l'année 1809. |